# Big Cyc
Big Cyc – polski rockowy zespół muzyczny założony w 1988 w Łodzi.
Zespół debiutował na rynku w październiku 1990 albumem pt. Z partyjnym pozdrowieniem. 12 hitów w stylu lambada hardcore. W kolejnych latach wydali jeszcze piętnaście albumów studyjnych. Wylansowali szereg przebojów, takich jak m.in. „Makumba”, z którym dotarli na pierwsze miejsce Listy przebojów Trójki, jak też „Piosenka góralska”, „Berlin Zachodni”, „Shazza moja miłość”, „Świat według Kiepskich”, „Kumple Janosika”, „Rudy się żeni” i „Dres”.
W tekstach piosenek często w satyrycznym tonie komentują bieżącą sytuację społeczno-polityczną w Polsce. Poza nagrywaniem kolejnych piosenek starają się wskazywać na absurdy życia społecznego i politycznego poprzez happeningi: przykuwali się do kaloryferów w wydawnictwie Polskie Nagrania, protestując przeciwko niewypłacaniu tantiem autorskich, a także zjadali formularze PIT, walcząc ze zbyt wysokimi podatkami oraz pikietowali w gmachu Ministerstwa Kultury w czasie kadencji ministra Podkańskiego z PSL, demaskując stronniczą politykę finansową.

## Historia

### Lata 1988–1999
Zespół założył Jacek Jędrzejak, który wcześniej grał na gitarze basowej w zespole reggae’owym Rokosz. Muzyk chciał stworzyć nowy zespół, grający swobodniejszy repertuar. W tworzącej się grupie występowali także inni członkowie Rokosza: Jarosław Lis (perkusja), Roman Lechowicz (gitara) oraz Robert Rajewski (wokal). Z czasem wokalistą został Jędrzejak, a jako frontmana i autora tekstów dokooptowano Krzysztofa Skibę, który wcześniej występował w Studenckim Teatrze „Pstrąg” oraz kabaretach studenckich, a także współtworzył uliczne happeningi Pomarańczowej Alternatywy. W tym składzie nagrali pierwsze piosenki (m.in. „Kapitan Żbik”, „Wielka miłość do babci klozetowej”), a w marcu 1988 zadebiutowali publicznie koncertem w klubie II DS Uniwersytetu Łódzkiego Balbina na osiedlu akademickim „Lumumbowo”. Koncert zorganizowano jako happening pod nazwą „Uroczysta akademia z okazji 75-lecia wynalezienia damskiego biustonosza”. Na imprezę zaproszono ogólnopolskie media (m.in. Teleexpress, radiowa Trójka), a teksty kabaretowe wygłaszał Piotr Trzaskalski, ówczesny student kulturoznawstwa UŁ.
Po debiutanckim występie odbyli krótką trasę koncertową po Berlinie Zachodnim w ramach festiwalu Schwarze Tage. Po powrocie do kraju zaczęli nagrywać następne utwory, wszystkie w poetyce zgrywy i parodii atmosfery schyłkowego PRL. Nagrania zrealizowali w Izabelin Studio. Pierwsza płyta pt. Z partyjnym pozdrowieniem. 12 hitów w stylu lambada hardcore ukazała się nakładem Polskich Nagrań w październiku 1990, już w zmienionych warunkach ustrojowych, czego dowodem był zarówno tytuł, jak i okładka autorstwa Piotra Łopatki – portret Lenina z punkowym „irokezem”. Płyta przyniosła następne przeboje grupy: „Piosenkę góralską”, inspirowaną działaczami ZOMO, którzy pacyfikowali demonstracje antyrządowe, i „Berlin Zachodni”, stanowiące reminiscencje z pierwszych występów zespołu na Zachodzie. Piosenki dotarły odpowiednio do drugiego i czwartego miejsca Listy przebojów Programu Trzeciego. Na płycie znalazła się też m.in. „Ballada o smutnym skinie”, ośmieszająca kontrkulturę skinheadów, która miała premierę na festiwalu w Jarocinie w 1990. Po nagraniu pierwszej płyty niezależna grupa twórcza Garaż-film nakręciła film Broń chemiczna, poświęcony twórczości zespołu. Jeszcze w 1990 muzycy odbyli wspólną trasę koncertową po Niemczech i Austrii z zespołem Memento Mori. W 1991 zwyciężyli w plebiscycie magazynu „Teraz Rock” w kategoriach: zespół roku, przebój roku („Berlin Zachodni”), autor tekstów roku (Krzysztof Skiba), okładka roku (Z partyjnym pozdrowieniem).
22 lutego 1991 wydali drugi album studyjny pt. Nie wierzcie elektrykom, niosący wizję nieudanej prezydentury Lecha Wałęsy oraz wyrażający rozczarowanie transformacją w Polsce. Następna płyta, Miłość, muzyka, mordobicie (1992), ironicznie traktowała branżę muzyczną, m.in. Festiwal w Jarocinie. Czwarty album, Wojna plemników (1993), został potępiony przez działaczy katolickiej partii ZChN za „śmiałość obyczajową” i „prowokującą okładkę”. Na płycie znalazły się utwory, w których zespół skrytykował polskie społeczeństwo w czasach PRL, w tym członków Kościoła, dilerów, złodziei, służbę zdrowia i byłych działaczy solidarnościowych.
W 1994 ukazał się pierwszy album kompilacyjny Big Cyca pt. Nie zapomnisz nigdy, zawierający głównie największe przeboje zespołu, ale też nowe piosenki. W tym okresie muzycy prześmiewczo komentowali otaczający ich świat oraz zauważali nowe, negatywne zjawiska społeczne: rosnące dysproporcje majątkowe, klerykalizm, narkomanię i bezduszność elit, czemu przeciwstawiali swobodę i naturalność młodzieży. W 1995 wydali album pt. Golonka, flaki i inne przysmaki, w którym zadrwili m.in. z fali pseudogrunge'u i kultury reklam telewizyjnych. Za album odebrali certyfikat złotej płyty, sprzedając go w ponad 100 tys. egzemplarzy.

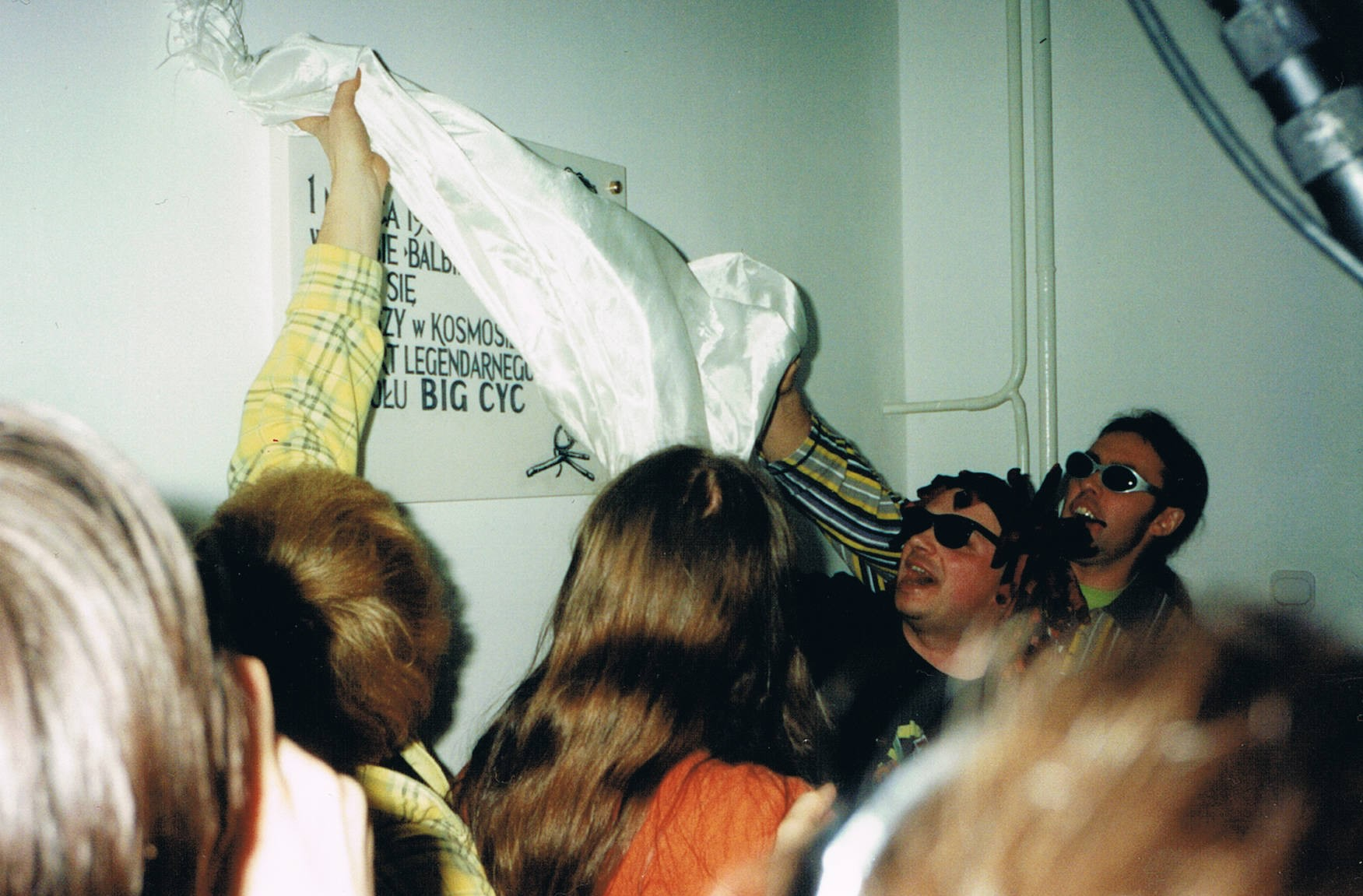
Odsłonięcie tablicy poświęconej pierwszemu koncertowi zespołu Big Cyc w klubie „Balbina” w Łodzi (1997)

W 1996 wydali płytę pt. Z gitarą wśród zwierząt, na której znalazły się kolejne zaangażowane teksty, obnażające oblicza polskiej rzeczywistości (np. rodzące się gangsterstwo). Album promowali przebojem „Makumba”, który dotarł na pierwsze miejsce Listy przebojów Programu Trzeciego. Utwór przyniósł im, przyznawaną przez ambasadę Nigerii, nagrodę za propagowanie kultury afrykańskiej w Polsce. Na tej płycie pojawił się wokalista Bielizny Jarosław Janiszewski, który wkrótce z większością muzyków Big Cyca założy równolegle działający zespół – Czarno-Czarni. Również w 1996 wystąpili podczas festiwalu polonijnego Taste of Polonia w Chicago. Album okazał się sukcesem komercyjnym, sprzedano ponad 600 tys. egzemplarzy płyty.
Po uroczystych obchodach dziewięciolecia istnienia zespół w 1997 wydał płytę, której tytuł – Pierwsza komunia, drugie śniadanie, trzecia Rzeczpospolita – wybrała publiczność obecna na imprezie. Ciekawym eksperymentem był album pt. Wszyscy święci (1999), w całości wypełniony tekstami nieżyjącego krakowskiego poety i aktora Wiesława Dymnego. W 1997 zaangażowali się w działalność antyrasistowską, a ich utwór znalazł się na pierwszej składance Muzyka Przeciwko Rasizmowi firmowanej przez Stowarzyszenie „Nigdy Więcej”.

### Lata 2000–2009
W 1999 rozpoczęli pracę nad albumem Świat według Kiepskich, który wydali 11 czerwca 2000. Płytę promowali tytułowym singlem, który napisali na potrzeby serialu Polsatu Świat według Kiepskich. Gościnnie na albumie pojawił się Andrzej Grabowski, odtwórca głównej roli Ferdynanda Kiepskiego w serialu, który wypowiedział kilka monologów poprzedzających kolejne piosenki z płyty.
W 2001 zaczęli kompletować materiał na kolejny album. Płyta pt. Zmień z nami płeć ukazała się 13 czerwca 2002. W przeciwieństwie do poprzednich albumów, tym razem muzycy umieścili głównie swoje wersje znanych przebojów, a nie autorskie kompozycje. Album promowali przebojami „Rudy się żeni” (cover utworu Laurela Aitkena „Rudi Got Married”) i „Każdy facet to świnia” (cover utworu grupy Die Ärzte „Männer sind Schweine”), jak też nową wersją piosenki „Pamelo, żegnaj” z repertuaru Tercetu Egzotycznego, którą nagrali z gościnnym udziałem wokalistki zespołu, Izabeli Skrybant-Dziewiątkowskiej.

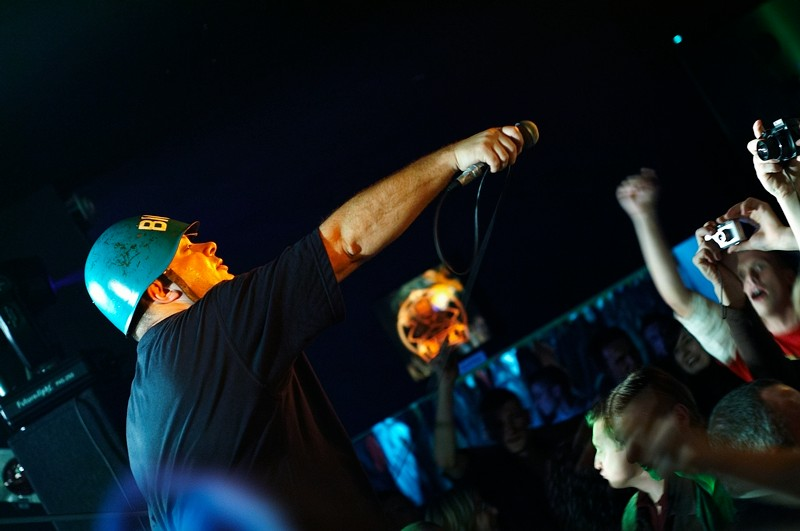
Big Cyc podczas koncertu w studenckim klubie „Pod Palmą” w Rzeszowie, październik 2006

17 maja 2004 wydali album kompilacyjny pt. Bombowe hity czyli the best of 1988–2004, zawierający najpopularniejsze utwory zespołu oraz premierową piosenkę „Złoty Warkocz”, inspirowaną ówczesną posłanką Samoobrony Renatą Beger. Album zdobył certyfikat złotej płyty.
Na kolejnym albumie, Moherowych beretach z 2006, szyderczo komentowali m.in. Sejm wybrany w 2005 i środowisko słuchaczy Radia Maryja oraz skrytykowali prezydenta Białorusi – Alaksandra Łukaszenkę. Ze względu na niepoprawność polityczną treści krążek był prawie nieobecny w mediach. Również w 2006 nagrali z Jerzym Połomskim nową wersję przeboju piosenkarza „Bo z dziewczynami” oraz napisali muzykę do komedii Małgorzaty Kamińskiej-Sobczyk Telerodzina, która miała premierę w październiku w słupskim teatrze „Tęcza”.
W sierpniu 2007 wystąpili w filmie Grzegorza Lipca Osiem w poziomie. W styczniu 2008 nagrali album pt. Szambo i perfumeria, który wydali 1 kwietnia 2008 z okazji 20-lecia istnienia zespołu. Na płycie znalazły się utwory, w których gościnnie zaśpiewali m.in. Maciej Maleńczuk, Paweł Kukiz i Krzysztof Kasowski. Album promowali teledyskami do utworów: „Nasz PRL”, który sami określili jako „hymn pokolenia stanu wojennego, w którym zostają przywołane nazwiska Wojciecha Jaruzelskiego i Jerzego Urbana”, oraz „Lecę w dół”.
W 2009 ukazał się wywiad-rzeka z członkami zespołu „Na barykadzie rokędrola”, autorstwa Jarosława Wardawego. Do bogato ilustrowanej książki załączona była płyta z największymi hitami grupy.

### Lata 2010–2019
13 grudnia 2011, dokładnie w 30. rocznicę wprowadzenia stanu wojennego, wydali płytę pt. Zadzwońcie po milicję!, na której umieścili swoje interpretacje utworów podziemnych polskich grup punkowych i reggae'owych z lat 1982-1989 (takich jak np. Miki Mousoleum, Karcer czy Cela nr 3), które nigdy nie ukazały się na oficjalnym rynku ze względu na silną wymowę antykomunistyczną. Płytę promowali singlem „Polska”, do którego zrealizowali teledysk.

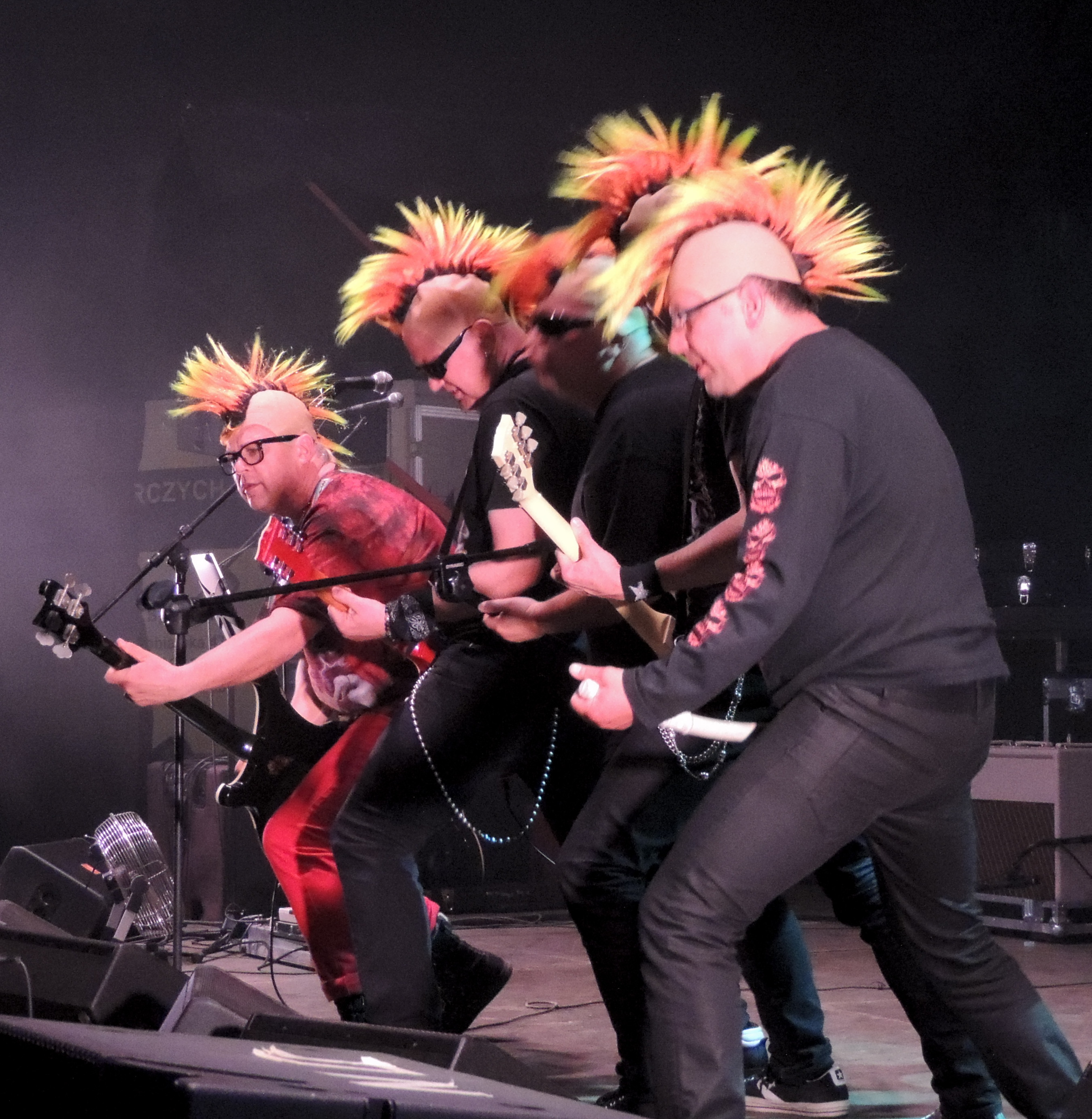
Big Cyc podczas koncertu z okazji 25-lecia zespołu na Juwenaliach w Łodzi, maj 2013

W maju 2013 wydali album pt. Wiecznie żywy, honorujący 25-lecie zespołu. Na płycie – oprócz najbardziej znanych przebojów – znalazł się premierowy utwór „Słoiki”. Podsumowaniem jubileuszu grupy było wydawnictwo z lipca 2014 pt. Big Cyc 25 lat. Przystanek Woodstock 2013, składające się z płyty DVD, zawierającej zapis koncertu na festiwalu Przystanek Woodstock w 2013 oraz koncertowej płyty CD ze ścieżką dźwiękową.
W maju 2015 nakładem wytwórni Lou Rocked Boys wydali płytę pt. Jesteśmy najlepsi, którą nagrali wiosną 2015 w studiu MaQ Records Studio w Wojkowicach. W promującym płytę teledysku „Jesteśmy najlepsi” wystąpiło wielu znanych sportowców, w tym Otylia Jędrzejczak, Iwona Guzowska, Artur Siódmiak, Dariusz Michalczewski, Marcin Lijewski, Adam Korol, Szymon Kołecki i Piotr Świerczewski. Do płyty załączona był plakat z karykaturami muzyków oraz gra planszowa „Trasa z Big Cycem”.
W 2016 wydali album pt. Czarne słońce narodu, na którym umieścili utwory stanowiące ironiczny komentarz do ówczesnych zmian na scenie politycznej. Płytę promowali utworem „Antoni wzywa do broni”, który odnosił się do działalności ówczesnego ministra obrony narodowej, Antoniego Macierewicza. Piosenkę zaprezentowali premierowo na koncercie zagranym podczas manifestacji Komitetu Obrony Demokracji na pl. Józefa Piłsudskiego w Warszawie, gdzie sprzedali ok. tysiąc egzemplarzy płyty. Płyta otrzymała nominację w kategorii „Album roku 2016” w plebiscycie Antyradia, z kolei grupa była nominowana do tytułu zespołu roku w plebiscycie magazynu „Teraz Rock”. W tym czasie zespół pojawił się również na festiwalach: Polonia Music Festiwal w Oberhausen, Igrzyska Rockowe na Górze św. Anny i Czad Festival w Rzeszowie, gdzie wystąpili u boku zespołu The Offspring. W 2017 wydali utwór „Viva San Escobar”, który w dowcipny sposób komentował bieżącą sytuację społeczno-polityczną, w odniesieniu do nazwy nieistniejącego państwa w wypowiedzi ministra spraw zagranicznych Witolda Waszczykowskiego.
W 2018 świętowali 30 lat istnienia, odbywając zagraniczną trasę koncertową dla Polonii: zagrali we Frankfurcie nad Menem i Göteborgu, poza tym wzięli udział w cyklu koncertów Punky Reggae Live, następnie wystąpili z koncertami w Brukseli i Chicago, gdzie pojawili się na festiwalu Taste of Polonia. Zagrali także na polskich festiwalach: Igrzyska Rocka w Opolu i Pol’and’Rock Festival w Kostrzynie. W sierpniu wystąpili z koncertem jubileuszowym w ramach Top of the Top Sopot Festival 2018 w Sopocie, gdzie wykonali swoje przeboje wraz z zaprzyjaźnionymi artystami, takimi jak Kobranocka, De Mono, Nocny Kochanek, Łowcy.B, Grzegorz Skawiński, Poparzeni Kawą Trzy i Dr Misio. W październiku ukazała się płyta pt. 30 lat z wariatami, na której znalazły się interpretacje przebojów Big Cyca w wykonaniu wykonawców, którzy wystąpili z zespołem podczas festiwalu sopockiego, a także m.in. grup Wilki, Piersi, Hunter i Enej oraz Renaty Przemyk i Krzysztofa Kasowskiego.
W styczniu 2019 ukazało się kolekcjonerskie wydanie kasety magnetofonowej w nakładzie 10 egzemplarzy zapisu z koncertu na festiwalu Pol’and’Rock Festival 2018. Dochód z licytacji całego nakładu został przeznaczony na rzecz 27. Finału Wielkiej Orkiestry Świątecznej Pomocy. Również w 2019 zaangażowali się w ogólnopolską akcję antysmogową „Więcej tlenu”, mającą na celu skuteczną walkę o czyste powietrze. Kampanię wspierała piosenka o tym samym tytule, do której powstał teledysk podejmujący problem walki z zanieczyszczonym środowiskiem.
Od 2019 trwa trasa „Zadzwońcie po milicję”, dedykowana rocznicy wolnych wyborów w Polsce oraz rocznicy wprowadzenia stanu wojennego. Oprócz grupy Big Cyc w koncertach biorą udział takie zespoły, jak: IRA, Sztywny Pal Azji, Wanda i Banda czy Róże Europy. Koncerty odbywają się w największych halach w Polsce i nawiązują do klimatu lat 80. i 90.

### Lata 2020–
W styczniu 2022 ukazała się płyta i DVD Big Cyca „Przystanek wolność”. Jest to koncert, który został nagrany w czasie pandemii w lutym 2021 w klubie „Stara Przepompownia” w Ostrowie Wielkopolskim bez udziału publiczności. Zestaw 13 piosenek zespołu przeplatają skecze nawiązujące do teraźniejszości i rzeczywistości PRL. Koncert zrealizowali synowie muzyków Big Cyca, Piotra Lis i Krzysztof Szajda, gościnnie wystąpili Jarosław Janiszewski i Marek Kurzawa.
Pod koniec 2023 ukazała się płyta „Wolność słowa na kartonie” grupująca utwory nagrane w latach 2016–2023, czyli w czasie rządów PiS, który muzycy, nie ukrywający swych poglądów względem rządzącej ekipy, określają „okupacją wariatów” i „drugą komuną”.
Już pół roku później, w kwietniu 2024 ukazała się kolejna płyta, Manifesto. Płyta zawiera utwory premierowe oraz już znane, zarejestrowane na przestrzeni kilku lat w czterech różnych studiach nagraniowych (Izabelin Studio, Lisia Nora, MaQ Records Studio i Black Kiss Records). Na płycie gościnnie wystąpili Ania Rusowicz („Dziewczyny kochają niegrzecznych chłopaków") i skrzypek Michał Jelonek („Wszystko będzie OK”). Muzycy wydając tę płytę mówią: „wysyłamy taki pozytywny sygnał, pozytywny zastrzyk dobrej energii, że wszystko będzie OK” a także: „namawiamy wszystkich do tego, żeby poprzez słuchanie rock and rolla i poprzez bycie takim bardzo energetycznym, pozytywnie nastawionym, zachować młodość”. 
Podczas 61. edycji Krajowego Festiwalu Piosenki Polskiej w Opolu 1 czerwca 2024 zespół odebrał prestiżową nagrodę Superjedynki, wraz z innymi legendami polskiej muzyki rockowej, jak Tomasz Lipiński, Proletaryat czy Kobranocka. Organizowana przez TVP impreza odbyła się pod hasłem "Bądźmy razem".

## Styl muzyczny
Na pierwszych płytach zespołu dominowała muzyka utrzymana w stylu punk rock. Najostrzejszy materiał pojawia się na Wojnie plemników, na którym znalazły się utwory utrzymane w stylu punk metal. Z czasem, w grze Big Cyca coraz częściej można było usłyszeć elementy muzyki ska. Od wydania płyty Zmień z nami płeć zespół zaczął oddalać się od punkrockowych korzeni, skłaniając się ku łagodniejszym brzmieniom i żartobliwym tekstom. W wielu utworach pojawiły się sample, a klawisze obsługiwane przez Gadaka stały się standardowym instrumentem wykorzystywanym w grze. Na płytach Moherowe berety i Czarne słońce narodu pojawiają się silne nawiązania do punkowych początków zespołu.
Teksty piosenek Big Cyca w większości mają charakter satyryczny, przez co stają się obiektem medialnych dyskusji oraz bywają cenzurowane przez media.

## Skład
- Jacek Jędrzejak „Dżej Dżej” – śpiew, gitara basowa, teksty (od 1988)
- Krzysztof Skiba – teksty, śpiew (od 1988)
- Roman Lechowicz „Piękny Roman” – gitara (od 1988)
- Jarosław Lis „Dżery” – perkusja (od 1988)
- Piotr Sztajdel „Gadak” – instrumenty klawiszowe (od 1998)
- Marek Szajda „Maras” – gitara (od 2006)

Z zespołem w trakcie jego działalności, oprócz wspomnianych, współpracowali jeszcze inni muzycy m.in. Jan Borysewicz, Paweł „Konjo” Konnak, Wiganna Papina, Maciej Maleńczuk, Jerzy Połomski, Paweł Kukiz i Jarosław Janiszewski oraz managerowie m.in. Andrzej Bączyński, Maciej Durczak, Monika Wielichowska, Katarzyna Wydra.

## Dyskografia
| 1990                           | Z partyjnym pozdrowieniem - Data: 4 października 1990 - Wydawca: Polskie Nagrania „Muza”                 | 5 (reedycja) | - złota płyta |
| 1991                           | Nie wierzcie elektrykom - Data: 22 lutego 1991 - Wydawca: Polskie Nagrania Muza                          | –            |               |
| 1992                           | Miłość, muzyka, mordobicie - Data: 1992 - Wydawca: Bass Records                                          | –            |               |
| 1993                           | Wojna plemników - Data: 1993 - Wydawca: Bass Records                                                     | –            |               |
| 1994                           | Nie zapomnisz nigdy - Data: 1994 - Wydawca: BMG Ariola Poland                                            | –            |               |
| 1995                           | Golonka, flaki i inne przysmaki - Data: 1995 - Wydawca: Silverton                                        | –            |               |
| 1996                           | Z gitarą wśród zwierząt - Data: 11 czerwca 1996 - Wydawca: Silverton                                     | –            |               |
| 1997                           | Pierwsza komunia, drugie śniadanie, trzecia Rzeczpospolita - Data: 11 sierpnia 1997 - Wydawca: Silverton | –            |               |
| 1999                           | Wszyscy święci - Data: 31 sierpnia 1999 - Wydawca: Silverton                                             | –            |               |
| 2000                           | Świat według Kiepskich - Data: 8 grudnia 2000 - Wydawca: Rock House, Pomaton EMI                         | 22           |               |
| 2002                           | Zmień z nami płeć - Data: 19 czerwca 2002 - Wydawca: Universal Music Polska                              | 19           |               |
| 2006                           | Moherowe berety - Data: 3 kwietnia 2006 - Wydawca: Universal Music Polska                                | 6            |               |
| 2008                           | Szambo i perfumeria - Data: 1 kwietnia 2008 - Wydawca: Sony BMG                                          | 22           |               |
| 2011                           | Zadzwońcie po milicję! - Data: 5 grudnia 2011 - Wydawca: Universal Music Polska                          | –            |               |
| 2014                           | Big Cyc 25 lat. Przystanek Woodstock 2013 - Data: 10 lipca 2014 - Wydawca: Złoty Melon                   | –            |               |
| 2015                           | Jesteśmy najlepsi - Data: 21 maja 2015 - Wydawca: Rockers Publishing                                     | –            |               |
| 2016                           | Czarne słońce narodu - Data: 13 maja 2016 - Wydawca: Rock Revolution                                     | 3            |               |
| 2022                           | Przystanek wolność - Data: 7 stycznia 2022 - Wydawca: Rock Revolution                                    | –            |               |
| 2023                           | Wolność słowa na kartonie - Data: 13 grudnia 2023 - Wydawca: Rock Revolution                             | –            |               |
| 2024                           | Manifesto - Data: 26 kwietnia 2024 - Wydawca: Rock Revolution                                            | –            |               |
| „–” pozycja nie była notowana. | |              |               |

| Rok  | Tytuł                                      | Utwór                                    |
| ---- | ------------------------------------------ | ---------------------------------------- |
| 1997 | Być wolnym - Data: 1997 - Wydawca: Tic-Tac | - „Zbyszek kieliszek koleżanka szklanka” |

| 1994                           | Frankenstein’s Children - Data: 1994 - Wydawca: Red Rossetten Records                           | –  |               |
| 2004                           | Bombowe hity czyli the best of 1988–2004 - Data: 17 maja 2004 - Wydawca: Universal Music Polska | 14 | - złota płyta |
| 2009                           | Na barykadzie rokędrola - Data: 13 grudnia 2009 - Wydawca: Stowarzyszenie Strefa Kultury        | –  |               |
| 2013                           | Wiecznie żywy - Data: 14 maja 2013 - Wydawca: Universal Music Polska                            | 30 |               |
| 2016                           | The Very Best of - Data: 1 lutego 2016 - Wydawca: MTJ Agencja Artystyczna                       | –  |               |
| 2017                           | Dobre bo polskie - Data: 6 listopada 2017 - Wydawca: Universal Music Polska                     | –  |               |
| 2018                           | 30 lat z wariatami - Data: 5 października 2018 - Wydawca: Rock Revolution                       | 38 |               |
| 2020                           | Jak słodko zostać świrem - Data: 13 marca 2020 - Wydawca: Universal Music Polska                | –  |               |
| 2020                           | Polska muzyka - Data: 21 sierpnia 2020 - Wydawca: Magic Records                                 | –  |               |
| „–” pozycja nie była notowana. |                                                                                                 |    |               |

| 1995                           | „Dramat fryzjerski”                             | –  | 15 |
| 1996                           | „Teresa Orlowsky już tutaj dzwoniła”            | –  | –  |
| 1996                           | „Z gitarą wśród zwierząt”                       | –  | –  |
| 1996                           | „Makumba”                                       | 1  | 1  |
| 1997                           | „Guma”                                          | –  | –  |
| 1997                           | „Baby”                                          | –  | –  |
| 1999                           | „Hurra huba”                                    | –  | –  |
| 1999                           | „Świat według Kiepskich”                        | –  | –  |
| 1999                           | „Słoneczny patrol”                              | 49 | –  |
| 1999                           | „Wszyscy święci”                                | –  | 65 |
| 2000                           | „Czas na rwanie”                                | –  | –  |
| 2000                           | „Kumple Janosika”                               | 27 | 45 |
| 2000                           | „Chiński mur”                                   | –  | –  |
| 2001                           | „Nasza rodzinka”                                | –  | –  |
| 2002                           | „Każdy facet to świnia”                         | –  | 26 |
| 2002                           | „Rudy się żeni”                                 | –  | 61 |
| 2003                           | „Dres”                                          | –  | 8  |
| 2004                           | „Nienawidzę szefa”                              | –  | –  |
| 2004                           | „Złoty warkocz”                                 | –  | –  |
| 2005                           | „Jeden za wszystkich”                           | –  | –  |
| 2006                           | „Moherowe berety”                               | –  | –  |
| 2007                           | „Zawsze Gdańsk”                                 | –  | –  |
| 2007                           | „Bo z dziewczynami” (gościnnie: Jerzy Połomski) | –  | 45 |
| „–” pozycja nie była notowana. |                                                 |    |    |

| 1989                           | „Piosenka góralska”                      | 2 | –  |
| 1990                           | „Berlin Zachodni”                        | 4 | –  |
| 1995                           | „Kraciaste koszule”                      | – | 11 |
| 1996                           | „Kręcimy pornola”                        | – | 15 |
| 1996                           | „Shazza moja miłość”                     | – | 2  |
| 1996                           | „Pasażer” (gościnnie: Jarek Janiszewski) | – | 26 |
| 1997                           | „Światem rządzą kobiety”                 | – | 23 |
| „–” pozycja nie była notowana. |                                          |   |    |

## Teledyski
- Aktywiści (Z partyjnym pozdrowieniem)
- Orgazm (Z partyjnym pozdrowieniem)
- Wielka miłość do babci klozetowej (Z partyjnym pozdrowieniem)
- Polacy (Nie wierzcie elektrykom)
- Buntownik z aerozolu (Miłość, muzyka, mordobicie)
- Jak słodko zostać świrem (Miłość, muzyka, mordobicie)
- Zwiewam z budy (Miłość, muzyka, mordobicie)
- De mono (Wojna plemników)
- Towar schodzi cały dzień (Wojna plemników)
- Berlin Zachodni (Nie zapomnisz nigdy, Z partyjnym pozdrowieniem)
- Nie zapomnisz nigdy (Nie zapomnisz nigdy)
- To dla ciebie (Nie zapomnisz nigdy)
- Dramat fryzjerski (Golonka, flaki i inne przysmaki)
- Kraciaste koszule (Golonka, flaki i inne przysmaki)
- Kręcimy pornola (Z gitarą wśród zwierząt)
- Makumba (Z gitarą wśród zwierząt)
- Shazza moja miłość (Z gitarą wśród zwierząt)
- Tu nie będzie rewolucji (Z gitarą wśród zwierząt)
- Guma (Pierwsza komunia, drugie śniadanie, trzecia Rzeczpospolita)
- Światem rządzą kobiety (Pierwsza komunia, drugie śniadanie, trzecia Rzeczpospolita)
- Hurra Huba (Wszyscy święci)
- Słoneczny patrol (Wszyscy święci)
- Wszyscy święci (Wszyscy święci)
- Czas na rwanie (Świat według Kiepskich)
- Kumple Janosika (Świat według Kiepskich)
- Nasza rodzinka (Świat według Kiepskich)
- Świat według Kiepskich (Świat według Kiepskich)
- Dres (Zmień z nami płeć)
- Facet to świnia (Zmień z nami płeć)
- Jeden za wszystkich wszyscy za jednego (Zmień z nami płeć)
- Rudy się żeni (Zmień z nami płeć)
- Nienawidzę szefa (Bombowe hity czyli the best of 1988–2004)
- Złoty warkocz (Bombowe hity czyli the best of 1988–2004)
- Atakują klony (Moherowe berety)
- Moherowe berety (Moherowe berety)
- Moherowe berety – wersja animowana (Moherowe berety)
- Bo z dziewczynami... (Szambo i perfumeria)
- Homotubisie (Szambo i perfumeria)
- Nasz PRL (Szambo i perfumeria)
- Lecę w dół (Szambo i perfumeria)
- Kuloodporny księżyc (Szambo i perfumeria)
- Dziewczyny kochają niegrzecznych chłopaków
- Warto rozmawiać (Wiecznie żywy)
- Polska (Zadzwońcie po milicję!)
- Zomo na Legnickiej (Zadzwońcie po milicję!)
- Dziki kraj (Zadzwońcie po milicję!)
- Słoiki (Wiecznie żywy)
- Gender song – Too many dicks on the dance floor (Jesteśmy najlepsi)
- Gówno na kole (Jesteśmy najlepsi)
- Lato w Afganistanie (Jesteśmy najlepsi)
- Słuchawki (Jesteśmy najlepsi)
- Czarne słońce (Czarne słońce narodu)
- Viva! San Escobar (30 lat z wariatami)